# Sadok Bey
Sadok Bey, nom francisé de Mohammed el-Sadik Bey (arabe : أبو عبد الله محمد الصادق باشا باي) de la dynastie des Husseinites, né le 7 février 1813 au palais du Bardo où il est mort le 28 octobre 1882, est bey de Tunis de la dynastie des Husseinites de 1859 à sa mort.
Investi comme prince héritier le 10 juin 1855, il succède à son frère aîné, Mohammed Bey, le 23 septembre 1859,. Nommé général de division de l'armée impériale ottomane le 10 juin 1855, il est promu au grade de maréchal le 10 décembre 1859.

## Biographie

### Règne
En juillet 1860, le bey décide de la création de la première imprimerie chargée des publications officielles, dont le premier journal en langue arabe du pays, Arra'id Attunisi,.
Le 23 avril 1861, il promulgue la première véritable constitution du monde arabe : elle sépare les pouvoirs exécutifs, judiciaires et législatif, limite les pouvoirs du bey et crée de nouvelles cours de justice et un Conseil suprême (collaborant à la fois avec une assemblée et une cour suprême). Cette constitution assure aussi aux Européens et aux Juifs l'égalité des droits avec les musulmans, en particulier le droit de posséder des biens immobiliers. Une situation juridique nouvelle qui encourage les Européens à s'établir en Tunisie : ainsi voit-on s'installer de nouveaux commerçants français, s'ouvrir des écoles religieuses non musulmanes et le service de télégraphie être concédé à une mission française en 1859.
Le 26 avril, Sadok Bey modifie l'ordre de succession au trône : c'est dorénavant le prince le plus âgé de la famille beylicale qui monte sur le trône à la mort du souverain et non plus l'aîné de ses fils.
En remplacement du fondouk des Français, le gouvernement tunisien fait construire un nouveau consulat sur la future avenue de la Marine inauguré par le souverain le 12 janvier 1862. Le bey confie à l'ingénieur Colin de Marseille la réfection générale de l'aqueduc romano-hafside de Zaghouan pour assurer l'alimentation en eau de la capitale. Vers 1865, on commence à démolir les remparts qui entourent la médina et dont certains menacent alors de s'effondrer. C'est vers cette époque que disparaissent les portes de Bab Cartagena, Bab Souika, Bab Bnet et Bab El Jazira. Les canons de bronze des remparts de Tunis et de La Goulette sont vendus en 1872 au profit du trésor. Les Européens s'établissent de préférence aux alentours de Bab El Bhar et au débouché des rues de la Kasbah, des Glacières, du Consulat, de l'Église, des remparts et en bordure de l'avenue de la Marine plantée de ficus vers 1865. Dans les parages, la construction est gênée par la présence des cimetières européens (notamment en face du nouveau consulat de France), par les jardins maraîchers créés le long des marais du lac de Tunis qui s'avancent jusqu'à l'actuelle avenue de Carthage.
Toutefois, les intrigues de certains de ces ministres, notamment Mustapha Khaznadar et Mustapha Ben Ismaïl, la pression constante des consuls européens et la banqueroute de l'État, due à des grands travaux qui s'accompagnent d'impôts plus lourds et plus nombreux (d'ailleurs, le doublement de la mejba provoque la révolte de 1864) l'obligeant à réclamer des crédits qu'il ne peut rembourser, ouvrent les portes à l'occupation étrangère malgré les efforts du grand vizir Kheireddine Pacha. La France prend ainsi pied en Tunisie en 1869 par le biais d'une commission anglo-italo-française destinée à résorber la dette extérieure du pays. En avril 1881, un incident survenu à la frontière avec l'Algérie française entre des tribus kroumirs et les autorités coloniales sert de prétexte à l'intrusion d'un corps expéditionnaire français jusqu'au Kef, auquel s'ajoute un débarquement de troupes à Bizerte le 1er mai. L'armée française occupe Tunis le 11 mai. Sadok Bey est alors contraint de signer, le 12 mai, le traité du Bardo qui instaure le protectorat français de Tunisie.

### Vie privée et résidence

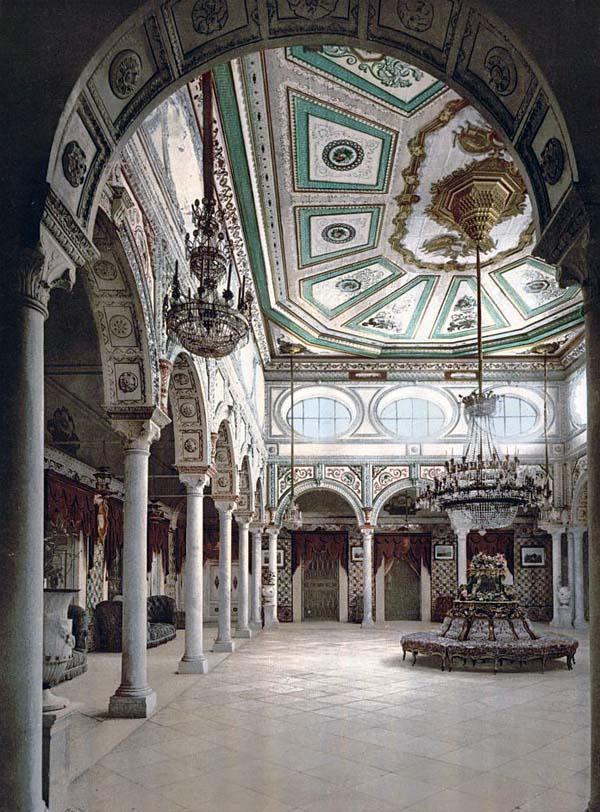
Étage privé de Sadok Bey au palais de Ksar Saïd.

Sadok Bey a plusieurs épouses. La première est sa propre cousine, fille du caïd Ahmed al-Munastiri, issue d'une famille turque influente tout au long du siècle sur le harem beylical, sa mère et sa grand-mère ayant été les secondes épouses successives de Hussein II Bey et Mahmoud Bey. Sadok Bey se marie une seconde fois avec Henani, fille d'Ali Laroussi, riche commerçant tunisois de chéchias. Il se marie également avec une odalisque circassienne, Lalla Kmar, offerte par le sultan ottoman ; le mariage n'est cependant jamais consommé et l'odalisque épousera deux beys après lui.
Sadok Bey a pour résidence principale le palais de Ksar Saïd, palais de style italien qui tranche avec le style du palais du Bardo situé en face. Il a été confisqué au ministre mamelouk Ismaïl El Sunni, garde des sceaux du souverain, accusé de complot et exécuté en 1867. Ce ministre se trouve être le grand-père maternel du futur souverain Moncef Bey. C'est dans l'un des salons du premier étage de ce palais que, le 12 mai 1881, le consul de France Théodore Roustan introduit le général Jules Aimé Bréart auprès du conseil privé de Sadok Bey pour la signature du traité du Bardo.
Devenu âgé, il tombe sous l'influence de son favori, Mustapha Ben Ismaïl, et meurt sans postérité. Il est enterré au mausolée du Tourbet El Bey situé dans la médina de Tunis.

#### Homosexualité
Selon l'auteur Nizar Ben Saad, Sadok Bey avait des relations intimes homosexuelles avec certains hommes d'État de sa cour, surtout avec son futur grand vizir Mustapha Ben Ismaïl, à qui il offrit un palais à Carthage. Les rencontres amoureuses du bey se tenaient pratiquement tous les soirs à Dar El Bey. D'ailleurs, son mariage avec Lalla Kmar n'a pas été consommé, chose qui a facilité le mariage de cette dernière avec son frère Ali III après sa mort.

#### Descendance
Le bey est décédé sans laisser de descendance, mais il était le père adoptif de son neveu Mohamed Naceur et de Jnaina, l'épouse de Mustapha Ben Ismaïl.